# Aedes (azienda)
Aedes SIIQ S.p.A. è un'azienda italiana, fondata a Genova nel 2018, che si occupa di investimenti immobiliari.
È quotata alla Borsa di Milano nell'indice FTSE Italia Small Cap. (AED.MI, ISIN: IT0005350449)

## Storia
Aedes SIIQ nasce e contestualmente si quota sul MTA di Borsa Italiana, a seguito dell’operazione di scissione parziale proporzionale di Restart (società nata nel 1905 e quotata alla Borsa di Milano dal 1924) avvenuta il 28 dicembre 2018. 
Aedes SIIQ possiede un portafoglio immobiliare a reddito e da sviluppare da mettere a reddito in linea con la strategia di una SIIQ con destinazione Commercial (Retail e Office).

## Consiglio d'Amministrazione
- Carlo Alessandro Puri Negri, Presidente
- Benedetto Ceglie, Vice Presidente
- Giuseppe Roveda, Amministratore Delegato
- Adriano Guarneri
- Giorgio Gabrielli
- Alessandro Gandolfo
- Annamaria Pontiggia
- Rosanna Ricci
- Serenella Rossano

## Azionariato
L'azionariato comunicato alla Consob è il seguente:
- Augusto S.p.A.: 51,12%
- Itinera S.p.A.: 5,29%
- Vi-BA srl: 9,90%
- Flottante: 33,69%